# Liste des planètes mineures non numérotées découvertes en juin 2012
Pour un article plus général, voir Liste des planètes mineures non numérotées découvertes en 2012.
Pour un article plus général, voir Liste des planètes mineures.
Cet article dresse la liste des planètes mineures (astéroïdes, centaures, objets transneptuniens et assimilés) non numérotées découvertes en juin 2012 dans l'ordre de leur découverte.
Au 15 janvier 2025, 661 077 des 1 434 993 planètes mineures répertoriées par le Centre des planètes mineures ne sont pas encore numérotées, soit 46,07 %.

## Rappel concernant la désignation provisoire
La désignation provisoire indique l'ordre de découverte de ces objets. En effet, cette désignation est composée de l'année de découverte (par exemple 2012) suivie de la quinzaine (demi-mois) de découverte (p.e. A = 1-15 janvier) puis de l'ordre de découverte dans cette quinzaine. Cet ordre est indiqué par une lettre et éventuellement un chiffre comme suit : A pour la première découverte, B pour la deuxième, ..., Z pour la 25e (le I n'est pas utilisé pour éviter la confusion avec 1), A1 pour la 26e, B1 pour la 27e, etc. , Z1 pour la 50e, A2 pour la 51e, B2 pour la 52e, etc. L'ordre de la numérotation ne suit donc pas l'ordre alphanumérique. 2012 AA1 suit ainsi 2012 AZ et précède 2012 AB1.

## Liste

### Du1erau 15 juin
- 2012 LA
- 2012 LJ
- 2012 LL
- 2012 LT
- 2012 LU
- 2012 LA1
- 2012 LD1
- 2012 LG1
- 2012 LL1
- 2012 LO1
- 2012 LP1
- 2012 LR1
- 2012 LS1
- 2012 LX1
- 2012 LZ1
- 2012 LA2
- 2012 LF2
- 2012 LJ2
- 2012 LK2
- 2012 LL2
- 2012 LA3
- 2012 LW3
- 2012 LY3
- 2012 LZ3
- 2012 LA4
- 2012 LD4
- 2012 LF4
- 2012 LG4
- 2012 LX4
- 2012 LC5
- 2012 LD5
- 2012 LF5
- 2012 LG5
- 2012 LH5
- 2012 LL5
- 2012 LN5
- 2012 LO5
- 2012 LQ5
- 2012 LR5
- 2012 LT5
- 2012 LV5
- 2012 LD6
- 2012 LL7
- 2012 LQ7
- 2012 LT7
- 2012 LU7
- 2012 LW7
- 2012 LD8
- 2012 LJ8
- 2012 LK8
- 2012 LQ8
- 2012 LL9
- 2012 LC10
- 2012 LF10
- 2012 LO10
- 2012 LV10
- 2012 LY10
- 2012 LA11
- 2012 LD11
- 2012 LE11
- 2012 LG11
- 2012 LH11
- 2012 LJ11
- 2012 LK11
- 2012 LP11
- 2012 LO12
- 2012 LR12
- 2012 LS12
- 2012 LU12
- 2012 LV12
- 2012 LX12
- 2012 LY12
- 2012 LZ12
- 2012 LA13
- 2012 LB13
- 2012 LC13
- 2012 LD13
- 2012 LG13
- 2012 LK13
- 2012 LV13
- 2012 LW13
- 2012 LG14
- 2012 LW14
- 2012 LG15
- 2012 LQ15
- 2012 LF16
- 2012 LP16
- 2012 LQ16
- 2012 LH17
- 2012 LS17
- 2012 LZ18
- 2012 LC19
- 2012 LX19
- 2012 LG20
- 2012 LK20
- 2012 LM20
- 2012 LA21
- 2012 LD21
- 2012 LZ21
- 2012 LC22
- 2012 LT22
- 2012 LO23
- 2012 LP23
- 2012 LR23
- 2012 LB24
- 2012 LG24
- 2012 LP24
- 2012 LS24
- 2012 LW24
- 2012 LB25
- 2012 LH25
- 2012 LK25
- 2012 LO25
- 2012 LR25
- 2012 LS26
- 2012 LW26
- 2012 LM27
- 2012 LS27
- 2012 LT27
- 2012 LU27
- 2012 LF28
- 2012 LH28
- 2012 LL28
- 2012 LM28
- 2012 LT28
- 2012 LV28
- 2012 LH29
- 2012 LQ29
- 2012 LT29
- 2012 LX29
- 2012 LY29
- 2012 LB30
- 2012 LG30
- 2012 LH30
- 2012 LJ30
- 2012 LN30
- 2012 LO30
- 2012 LP30
- 2012 LQ30
- 2012 LR30
- 2012 LT30
- 2012 LW30
- 2012 LX30
- 2012 LY30
- 2012 LA31
- 2012 LD31
- 2012 LE31
- 2012 LF31
- 2012 LG31
- 2012 LL31
- 2012 LN31
- 2012 LO31
- 2012 LP31
- 2012 LS31
- 2012 LT31
- 2012 LU31
- 2012 LW31
- 2012 LX31
- 2012 LZ31
- 2012 LC32
- 2012 LG32
- 2012 LH32
- 2012 LL32
- 2012 LM32
- 2012 LO32
- 2012 LP32
- 2012 LQ32
- 2012 LR32
- 2012 LS32
- 2012 LT32
- 2012 LU32
- 2012 LV32
- 2012 LW32
- 2012 LX32
- 2012 LY32
- 2012 LZ32
- 2012 LC33
- 2012 LE33
- 2012 LF33
- 2012 LG33
- 2012 LH33

### Du 16 au 30 juin
- 2012 MM
- 2012 MO
- 2012 MP
- 2012 MQ
- 2012 MT
- 2012 MX
- 2012 MB1
- 2012 ML1
- 2012 MU1
- 2012 MV1
- 2012 MW1
- 2012 MZ1
- 2012 MD2
- 2012 MH2
- 2012 MM2
- 2012 MN2
- 2012 MS2
- 2012 MT2
- 2012 MV2
- 2012 MX2
- 2012 MY2
- 2012 MG3
- 2012 MO3
- 2012 MP3
- 2012 MQ3
- 2012 MR4
- 2012 MS4
- 2012 MT4
- 2012 MV4
- 2012 MW4
- 2012 MB5
- 2012 ME6
- 2012 MG6
- 2012 MH6
- 2012 MJ6
- 2012 MK6
- 2012 MO6
- 2012 MS6
- 2012 MZ6
- 2012 MA7
- 2012 MB7
- 2012 MC7
- 2012 MD7
- 2012 ME7
- 2012 MF7
- 2012 MG7
- 2012 MH7
- 2012 MO7
- 2012 MN10
- 2012 MF12
- 2012 ML12
- 2012 MO12
- 2012 MZ12
- 2012 MC13
- 2012 MO13
- 2012 MT13
- 2012 MX13
- 2012 MB14
- 2012 MR14
- 2012 MT14
- 2012 MU14
- 2012 MV14
- 2012 MX14
- 2012 MY15
- 2012 MA16
- 2012 MP16
- 2012 MB17
- 2012 MC17
- 2012 MN17
- 2012 MO17
- 2012 MU17
- 2012 MB18
- 2012 MD18
- 2012 MF18
- 2012 MG18
- 2012 MJ18
- 2012 MM18
- 2012 MN18
- 2012 MT18
- 2012 MU18
- 2012 MY18
- 2012 MC19
- 2012 ME19
- 2012 MF19
- 2012 MG19
- 2012 MH19
- 2012 MJ19
- 2012 MK19
- 2012 ML19
- 2012 MM19
- 2012 MN19
- 2012 MP19
- 2012 MQ19
- 2012 MR19
- 2012 MS19
- 2012 MT19
- 2012 MU19
- 2012 MV19
- 2012 MW19
- 2012 MX19
- 2012 MY19
- 2012 MZ19
- 2012 MA20
- 2012 MB20